# Miloš Karišik
Miloš Karišik (in serbo Mилoш Kapишик?; Novo Selo, 7 ottobre 1988) è un calciatore serbo, difensore del BASK Belgrado.